# Andrzej Pisera
Andrzej Pisera – polski paleontolog, aktywny od lat 70. XX wieku do chwili obecnej (2024), paleoekolog, badacz krasnorostów, szkarłupni oraz gąbek kopalnych i współczesnych.

## Życiorys
Studiował na Wydziale Geologii Uniwersytetu Warszawskiego, gdzie w 1974 uzyskał tytuł zawodowy magistra. Od 1981 jego kariera zawodowa jest związana z Instytutem Paleobiologii PAN, gdzie w 1986 uzyskał doktorat, a w 1998 – habilitację. W latach 1993–1994 był stypendystą Fundacji Fulbrighta. W 2015 uzyskał tytuł profesora nauk o Ziemi. Jest jednym z redaktorów World Porifera Database (podprojektu World Register of Marine Species).

## Osiągnięcia naukowe

### Znaczenie w historii nauki
Wśród osiągnięć Andrzeja Pisery należy wymienić przede wszystkim współautorstwo dzieła Systema Porifera, które jest autorytatywną rewizją taksonomiczną wszystkich (ok. 680) rodzajów współczesnych gąbek, a także autorstwo rewizji gąbek górnojurajskich Jury Szwabskiej (124 gatunki). Andrzej Pisera i współautorzy zaproponowali też nowy model tworzenia się olbrzymiej (dochodzącej do 3 m długości) igły (spikuli) u gąbki Monorhaphis.
Andrzej Pisera opisał liczne nowe taksony: 
- rodzaje gąbek dewońskich: m.in. Jazwicella Rigby & Pisera, 2001, Polonospongia Rigby & Pisera, 2001, Astyloscyphia Rigby & Pisera, 2001;
- rodzaje gąbek współczesnych: m.in. Neoschrammeniella Pisera & Lévi, 2002[6], Isabella Schlacher-Hoenlinger, Pisera & Hooper, 2005[8] i Levispongia Schuster, Pisera, Ekins & Debitus 2021[9];
- liczne gatunki.

### Wybrane publikacje
- Rafowe utwory miocenu z Roztocza zachodniego (1978)[10]
- Tithonian crinoids from Rogoźnik (A. Pisera & J. Dzik, 1979)[11]
- Występowanie, diageneza i oznaczanie kalcytu magnezowego (I. Iwasińska, M. Narkiewicz & A. Pisera, 1981)[12]
- Miocene reefs of the Paratethys (1996)[13]
- Upper Jurassic siliceous sponges from the Swabian Alb (1997)[14]
- Upper Devonian sponges from the Holy Cross Mountains (współautor, 2001)[15]
- Systema Porifera (współautor, 2002)[6]
- Palaeontology of sponges – A review (2006)[16]
- Insights into the structure and morphogenesis of the giant basal spicule of the glass sponge Monorhaphis chuni (A. Pisera et al., 2021)[7]

## Upamiętnienie
Na jego cześć nazwano trzy gatunki zwierząt, kopalnego (jurajskiego) ślimaka Buvignieria piserai Kaim, 2004, kopalną (kredową) gąbkę Laocetis piserai Vodrážka & Crame, 2011 oraz współczesną gąbkę Neoschrammeniella piserai Carvalho, Cárdenas, Ríos, Cristobo, Rapp & Xavier, 2020.